# Chinesische Ritualbronzen

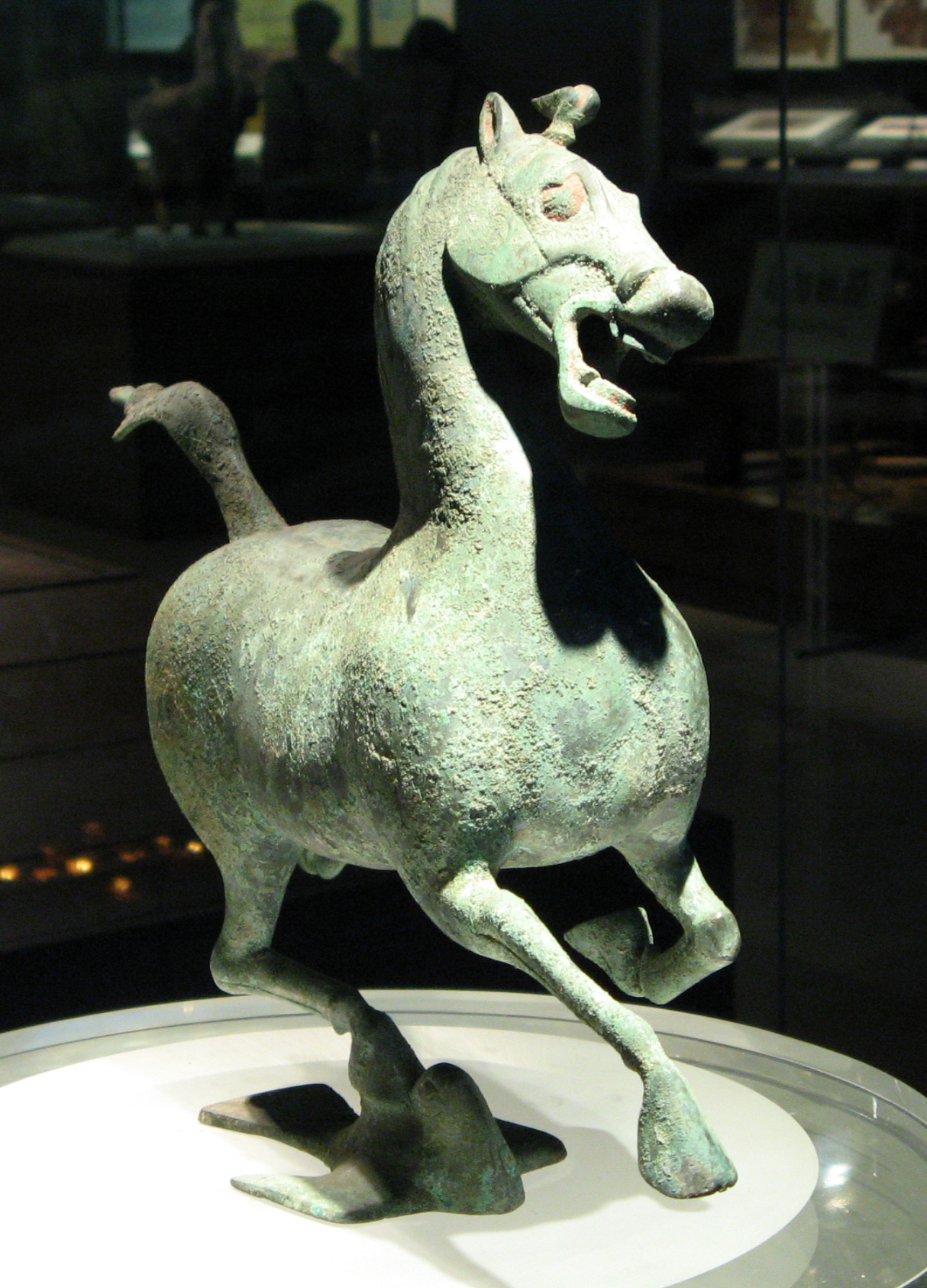
Pferdeksulptur, Östliche Han-Dynastie, 25 v. Chr. – 220 n. Chr.

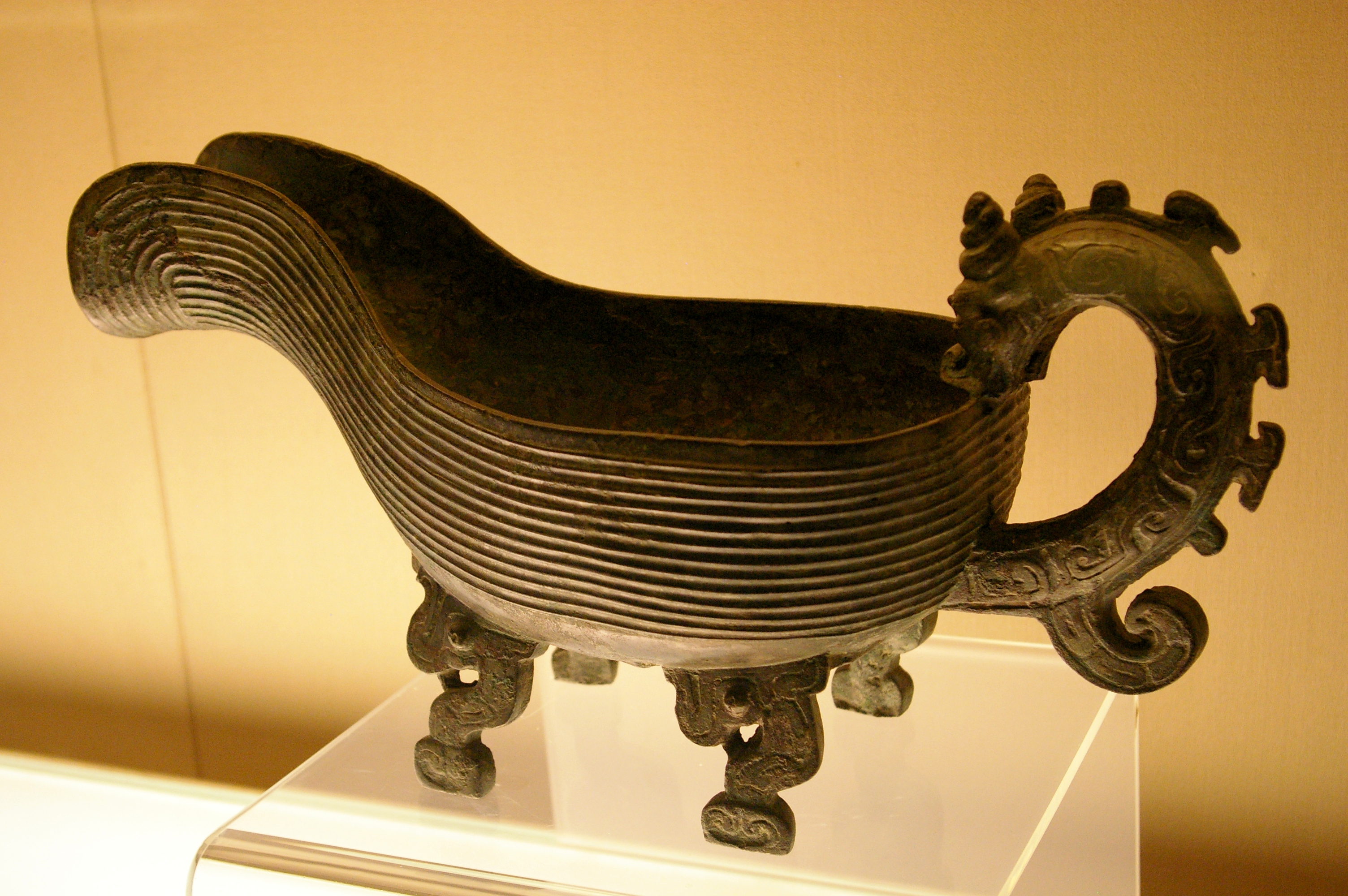
Wasserkanne Yí aus dem Grab des Markgrafen Yi von Zeng, 5. Jh. v. Chr.

Bronzegegenstände (chinesisch 青銅器, Pinyin qīng tóng qì) gehören zu den bedeutendsten Gegenständen der chinesischen Kunst. Die Anfänge der chinesischen Bronzekunst liegen in der Xia-Dynastie (ca. 2070 – ca. 1600 v. Chr.), sie erreichte einen Höhepunkt in der Shang- (1600–1046 v. Chr.) und frühen Zhou-Dynastie (1045–256 v. Chr.). Aus Bronze wurden Schmuck, Waffen und Ritualobjekte gefertigt. Letztere vermittelten politische Legitimität und Herrschaft und stehen für kulturelle Identität, gesellschaftlichen Status und guten Geschmack. Auch im heutigen China symbolisieren die teils über 3000 Jahre alten Bronzen gesellschaftliche Kontinuität und politische Macht.

## Verwendung und Bedeutung
Seit etwa 1650 v. Chr. finden sich aufwändig verzierte Bronzegegenstände als Grabbeigaben der höheren Gesellschaftsschichten. Sie wurden offenbar in großer Zahl hergestellt und bei rituellen Handlungen verwendet, um Speise- oder Trankopfer darzubringen. Meist fanden solche Opferhandlungen in Familientempeln oder über Gräbern errichteten Zeremonialhallen statt. Details dieser Zeremonien sind in der frühen Literatur überliefert. In den Gräbern wurden sowohl Gegenstände aus dem Besitz des Toten deponiert, als auch eigens als Grabbeigaben angefertigte Gefäße. Diese sind daran zu erkennen, dass sie den postumen Namen der Besitzer tragen. Rituelle Gefäße stellen größere und aufwändiger verzierte Varianten des gewöhnlichen Speisegeschirrs dar. Es finden sich Gegenstände wie Gefäße, Waffen oder Schmuckobjekte des jeweils gleichen gestalterischen Typs aus unterschiedlichen Materialien, beispielsweise Ton oder Jade.
Bei einem Herrschaftswechsel zeigte sich das Verhältnis der neuen Dynastie zur vorausgegangenen auch im Umgang mit deren Erbe: Die Kaiser Sui Wendi (reg. 581–604) und der Jin-Kaiser Wányán Liàng ließen alle Ritualobjekte der vorausgegangenen Dynastien zerstören. Dagegen ließ der Song-Kaiser Huizong (1085–1135) die kaiserliche Sammlung im 宣和博古圖錄,  Xuānhé bógǔ túlù – „[Illustrierten] Katalog zur Geschichte der Xuānhé-Regierungsperiode [der Song]“ darstellen.
Nach dem Sieg der Mandschu über die Ming-Dynastie lagerten zahllose Ritualgegenstände im Kaiserlichen Hofamt (內務府,  Nèiwù fǔ) sowie im 太常寺,  Tài cháng sì – „Tàicháng-Tempel“, der Kaiserlichen Opferkammer in der Verbotenen Stadt. Kaiser Qianlong (1711–1799) wies diese an, die rituellen Objekte aus der Ming-Zeit zu inventarisieren, ließ fünf antike Jadegegenstände im Qiánqīng-Palast ausstellen und bemächtigte sich somit des kollektiven Gedächtnisses der Vergangenheit.
Im Jahr 1749 ordnete Kaiser Qianlong an, seine enorme Sammlung antiker Bronzen zu katalogisieren. Es entstanden schließlich drei Kataloge: das 40-bändige 西清古鑑,  Xīqīng Gǔjiàn – „Antiker Spiegel der Westlichen Klarheit“ (1755), der 寧壽鑑古,  Níng shòu Jiàn gǔ – „Spiegel der Vergangenheit im Ningshou-[Palast]“ (1779) und der Ergänzungsband 西清繼鑑,  Xī qīng Jì jiàn (1793). Diese stellen ein bedeutendes Quellenwerk für die kunsthistorische Forschung dar.
Der vom vierten Qing-Kaiser Qianlong verwendete Begriff 鑑古,  Jiàn gǔ – „Spiegel der Vergangenheit“ bedeutet im weiteren Sinne „von der Vergangenheit lernen“. Dies erlaubt Rückschlüsse auf das Motiv des Kaisers, so viele Bronzeobjekte zu sammeln wie möglich. Er verwendete in seinem Erlass zur Erstellung der Kataloge für die Bronzeobjekte einen Ausdruck aus den Texten der Staatsriten: 法物,  Fǎ wù – „Modellobjekt, Ritualobjekt“. Im ursprünglichen Kontext der Staatsriten hatte Fǎwù einen Beiklang von dynastischer Legitimation und kaiserlicher Majestät.

## Material und Herstellung

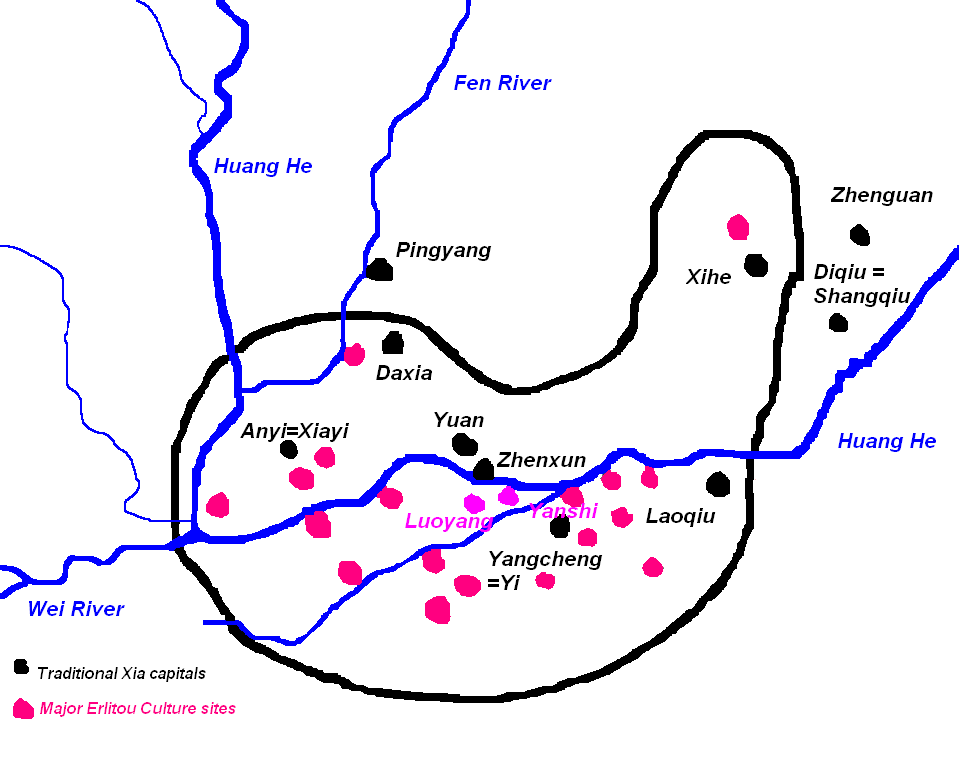
Fundstätten der Erlitou- und Xia-Kultur im Tal des Gelben Flusses

### Rohmaterial
In China finden sich reiche natürliche Erzvorkommen im mittleren Becken des Gelben Flusses, in den Provinzen Henan und Shaanxi. Dort fanden sich Kupfer- und Zinnvorkommen, die mit den technischen Mitteln der Bronzezeit auszubeuten waren, nahe den Orten der Erlitou-Kultur, und nur etwa 250 km von der zukünftigen Hauptstadt der Shang, Anyang entfernt waren. Zusätzlich begünstigte die Lage der Orte die Entwicklung sowohl des Formgussverfahrens als auch der Modelle: Das Becken des Gelben Flusses stellt eines der größten Lössvorkommen der Erde dar. Die reichen Tonablagerungen begünstigten die Entwicklung der chinesischen Keramik, die schon Jahrhunderte vorher im Gebiet von Lanzhou über Gansu bis Xi’an und Shaanxi nachweisbar ist. Somit standen nicht nur die Materialien für die Gussformen zur Verfügung, auch die Gestaltung der Gefäße wurde in das neue Material Bronze übertragen.

### Metallverarbeitung
Die ältesten Metallgegenstände in China wurden in den Provinzen Gansu und Qinghai nachgewiesen. Es fanden sich Äxte, Messer, Dolche, Lanzenspitzen sowie die ersten Spiegel aus Bronze und Schmuckgegenstände aus verschiedenen Metallen wie Kupfer und Gold. Zwischen 2200 und 1600 BC vollzog sich in der Kultur der Xia-Dynastie der Übergang vom Neolithikum zur Bronzezeit. Die frühesten Produkte der Metallverarbeitung besitzen teilweise noch experimentellen Charakter und bestehen zunächst aus gehämmertem oder gegossenem Kupfer. Reines Kupfer ist wegen seines hohen Schmelzpunkts schwierig zu gießen und absorbiert in geschmolzenem Zustand Gas, vor allem Sauerstoff. Nach dem Abkühlen bilden sich im Metall Gasbläschen, die das Objekt brüchig machen. Die Zugabe von Zinn senkt nicht nur den Schmelzpunkt, sondern verhindert auch die Bläschenbildung, macht das Objekt also widerstandsfähiger, und verändert seine Farbe von rotgelb nach silbergrau. Durch die Beimengung von Blei bis zu einem Anteil von 3 % ändert sich die Farbe nicht. Es senkt den Schmelzpunkt, steigert die Fließfähigkeit und erleichtert den Guss sowie das Gravieren und Polieren, erschwert aber das Hämmern. Die Legierungen chinesischer Bronzen bestanden aus 60–70 % Kupfer und mindestens 25 % Zinn.

### Technik des Bronzegusses

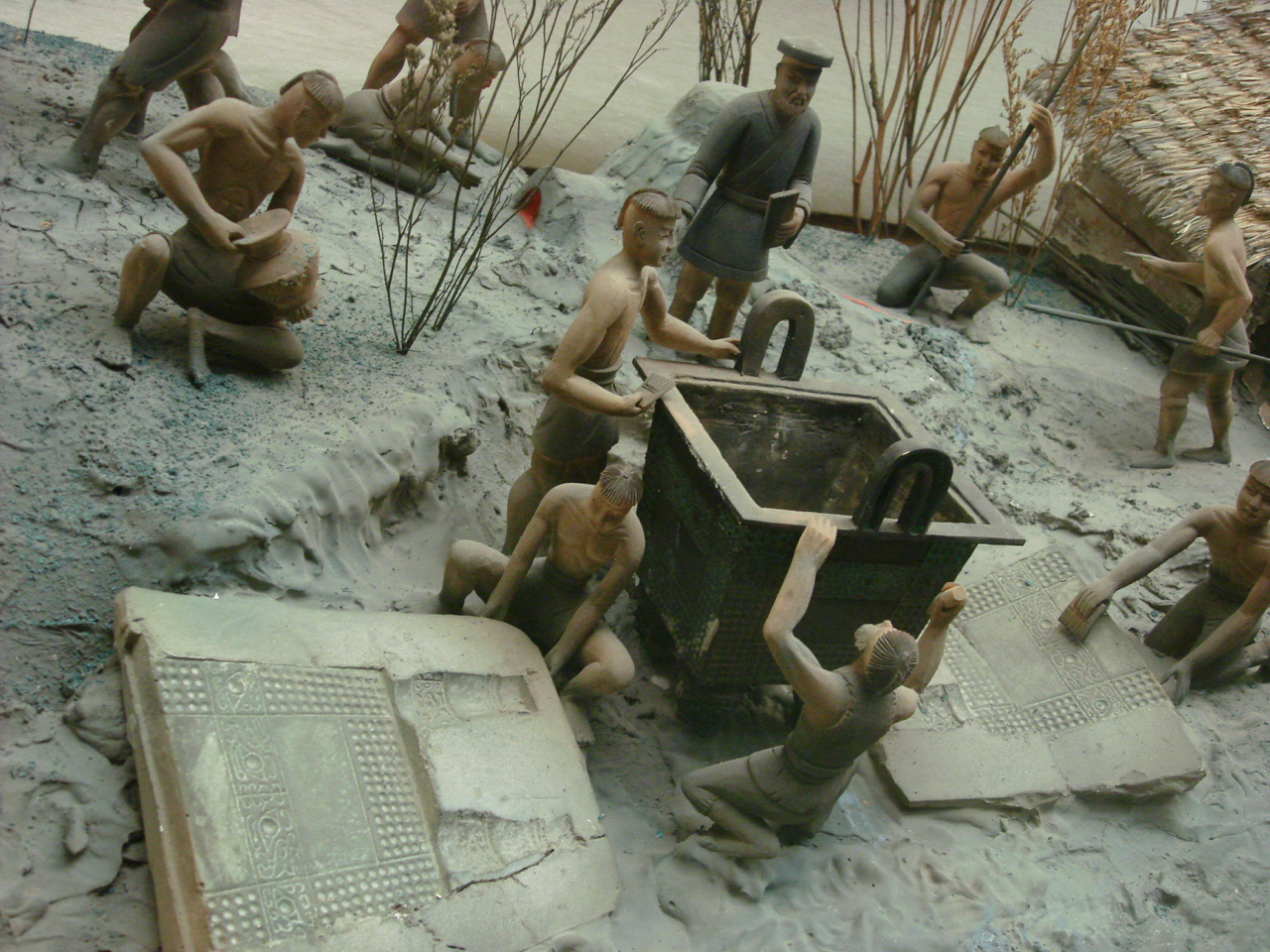
Bronzeguss in Xingyang (Modell)

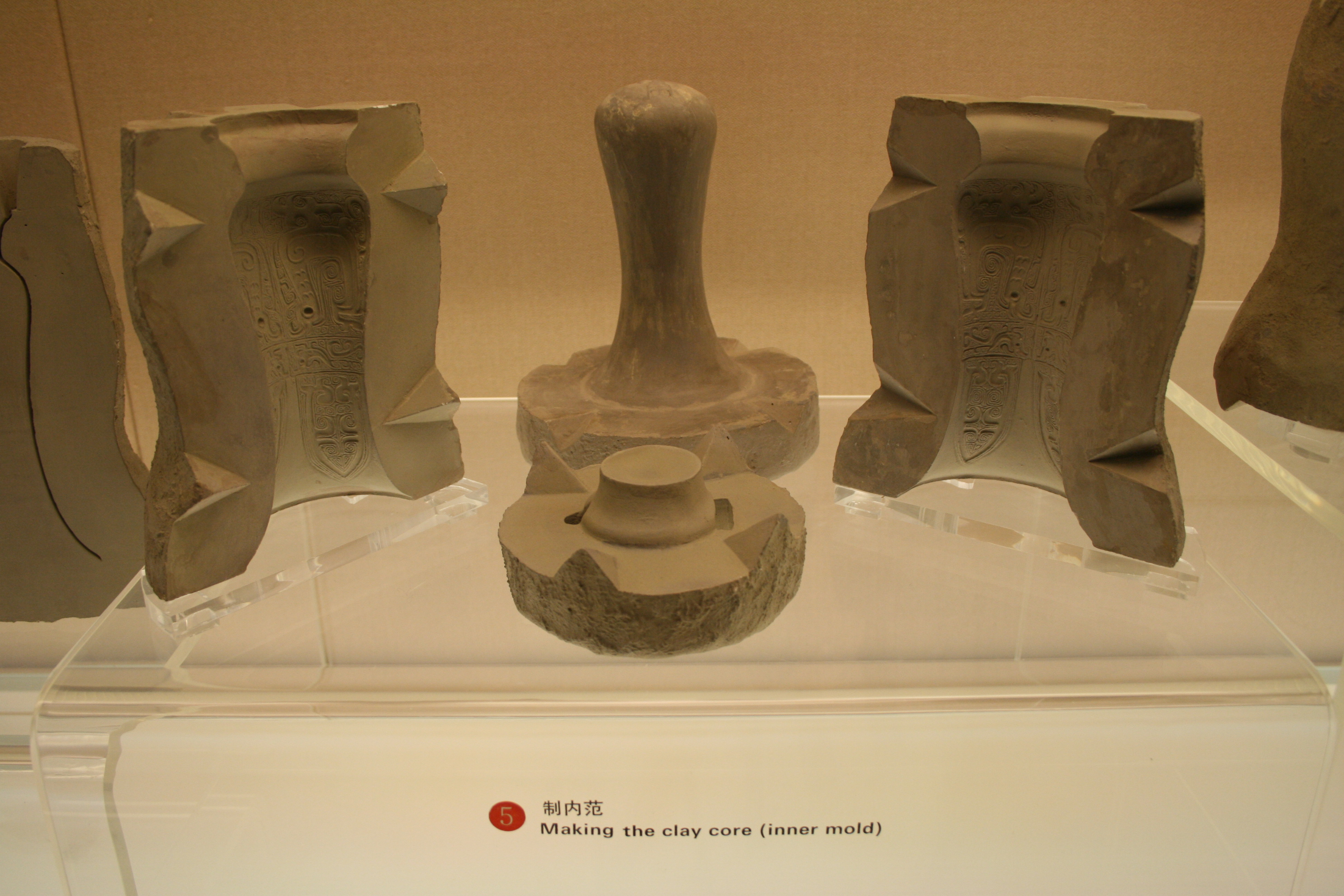
Äußere Form und Lehmkern für ein Hohlgefäß

Aus der Xia-Kultur stammen die ersten Hinweise auf die Verwendung von Gussformen. Dabei verwendeten die antiken chinesischen Handwerker nicht das in anderen bronzezeitlichen Kulturen übliche Wachsausschmelzverfahren, sondern zu Beginn zweiteilige, halbkugelige Formen zur Anfertigung von Waffen und Werkzeugen. Mehrteilige Gussformen erlaubten später, kompliziertere Objekte wie die Ritualbronzen zu gießen.
Dazu wurde zuerst ein Tonmodell des zu gießenden Stücks geschaffen, um das die Tonform anmodelliert wurde, gegebenenfalls nach Auftragen eines Trennmittels. Diese wurde noch feucht auf dem Modell in meist 3 bis 4 für den Guss geeignete Teile zerschnitten und vom Modellkern abgenommen. In den feuchten Ton konnten Ornamente geschnitten oder gestempelt werden, die sich später auf der Oberfläche des Gussstücks abzeichnen sollten. Schließlich wurden die Formteile gebrannt und zum Guss wieder zusammengefügt. Wenn ein Hohlkörper gegossen werden sollte, musste ein Lehmkern hergestellt werden, um die Hohlform im Guss zu bewahren. Der Abstand zwischen Kern und Form legte die Dicke des Gefäßes fest. Im Tal des Gelben Flusses entwickelte sich die Kunst des Bronzegusses in den Kulturen von Erlitou und Erligang weiter.

## Kategorisierung der Objekte

### Historische Quellen
Die Bezeichnung und Kategorisierung antiker chinesischer Bronzen ist schwierig, ebenso ihre Datierung: Die ersten schriftlichen Überlieferungen entstanden teilweise erst Jahrhunderte nach der Herstellung der Bronzeobjekte: Um 121 verfasste 許慎,  Xǔ shèn das 說文解字,  Shuōwén jiězì – „Wörterbuch“, im 11. Jahrhundert Lǚ Dàlín (呂大臨) (1044–1091) das 考古圖,  Kǎogǔ tú – „Archäologischer Atlas“. Hier sind wenige hundert Bronze- und Jadegefäße beschrieben und nach Alter und Herkunft beschrieben. Aus dieser Zeit stammt auch der 宣和博古圖錄,  Xuānhé bógǔ túlù – „[Illustrierte] Katalog zur Geschichte der Xuānhé-Regierungsperiode [der Song]“, welcher 836 Objekte in 20 Kategorien verzeichnet.
Unter Kaiser Qianlong wurden die Bronzegegenstände der kaiserlichen Sammlung in drei Katalogen, 西清古鑑,  Xīqīng Gǔjiàn (1755), 寧壽鑑古,  Níng shòu Jiàn gǔ (1779) und dem Ergänzungsband 西清繼鑑,  Xīqīng Jìjiàn (1793) aufgezeichnet. Ein Druck des Xiqing Gujian wurde in die Büchersammlung Siku Quanshu aufgenommen, die beiden anderen Kataloge liegen nur als Manuskript vor. Zusammen enthalten sie 4115 Einträge, jeder mit einer Abbildung im Holzschnitt, der Angabe von Größe und Gewicht und weiteren Informationen. Dabei wurden die Gegenstände zunächst nach ihrem Typ kategorisiert und dann entsprechend ihrer Entstehungszeit eingeordnet:

### Objekte
- Opfergefäße (祭器,  jìqì),
- Weingefäße (酒器,  jiǔqì),
- Speisenbehälter (食器,  shíqì),
- Wassergefäße (水器,  shuǐqì),
- Musikinstrumente (樂器,  yuèqì),
- Waffen (兵器,  bīngqì),
- Hohlmaße (量器,  liángqì),
- Münzen (錢幣,  qiánbì) und
- Verschiedenes (雜器,  záqì).

#### Opfergefäße
| Bild | Bezeichnung     | Beschreibung |
| ---- | --------------- | --- |
|      | 鼎, Dǐng        | Opfergefäß (祭器), ursprünglich ein Kessel um Fleisch zu kochen und aufzubewahren (食器). Die klassische Shang-zeitliche Form besitzt eine runde Schale, breiter als hoch, auf drei Beinen (足); zwei kurze Griffe an jeder Seite (耳). Exemplare aus späterer Zeit werden immer größer und wurden als Ausdruck von Macht verstanden. Eine Abwandlung dieses Typs mit viereckiger Schale und vier Beinen heißt fāngdǐng (方鼎). Deckel sind selten. Der Katalog Xiqing Gujian verzeichnet über 200 Exemplare. |
|      | 豆, Dòu         | Opfergefäß (祭器), ursprünglich ein Behälter für Speisen. Flache Deckelschale auf hohem Standfuß. |
|      | 簋, Guǐ         | Schale mit zwei Griffen zur Aufbewahrung gekochter Hirse. Oft mit runder oder schwerer eckiger Basis. |
|      | 尊 / 樽;鐏, Zūn | Wein- und Opfergefäß (器為盛酒亦祭用也). Hohe zylindrische Weinschale ohne Griffe oder Füße. Der Mund ist meist breiter als der Gefäßkörper. Während der späten Zhōu-Dynastie entstanden reich verzierte Gefäße dieses Typs, häufig in Tierform unter Aufgabe der ursprünglichen Gestaltung. Diese späteren Typen unterschieden sich vom gōng (觥) dadurch dass sie eine kleine, annähernd runde Trinköffnung behalten. Im Xiqing gujian stellen Gefäße dieser Gruppe die zweitgrößte nach den dǐng (鼎).     |
|      | 簠, Fǔ          | Rechteckige Schale, immer mit einem Deckel in gleicher Form wie die Schale. |
|      | 彝, Yí          | Opfergefäß oder Wasserspender für rituelle Waschungen in Form eines halbierten Flaschenkürbis mit Griff (oft in Drachenform), meist mit vier Beinen. |
|      | 俎, Zǔ          | Flache rechteckige Platte mit eckigen Füßen an jeder Ecke. Dieser Gefäßtyp findet sich nicht im Xiqing gujian. |

#### Weingefäße
| Bild | Bezeichnung                        | Beschreibung |
| ---- | ---------------------------------- | --- |
|      | 觥, Gōng                           | Weingefäß, häufig von länglicher Form und in Form eines Tieres gestaltet. Regelmäßig mit Deckel. Das Xiqing Gujian listet Gegenstände dieses Typs unter 匜, Yi auf.     |
|      | 觚, Gū                             | Große Weinschale ohne Griffe, Öffnung weiter als die Basis des Gefäßes.                                                                                                 |
|      | 盉, Hé                             | Weingefäß in Form einer Teekanne mit drei Beinen. Es besitzt einen Griff (pàn 鋬) und eine gerade, diagonal nach oben weisende Tülle.                                   |
|      | 斝, Jiǎ                            | Kessel zum Erwärmen von Wein. In der Form einer dǐng (鼎) ähnlich, der Körper ist jedoch höher als breit, manchmal mit zwei Stäben (柱) am Rand, die als Griffe dienen. |
|      | 角, Jué, Aussprache ist nicht jiǎo | Weingefäß ähnlich einer Jué (爵), aber Tülle und Randwulst sind gleich und es gibt einen Deckel.                                                                        |
|      | 爵, Jué                            | Weingefäß mit drei Beinen, Tülle (流), spitz ausgezogenem Rand (尾) diametral gegenüber und einem Griff (鋬).                                                           |
|      | 罍, Léi                            | Weingefäß mit rundem Corpus, Hals, Deckel und einem Griff zu beiden Seiten der Mundöffnung.                                                                             |
|      | 鬲, Lì                             | Dreibeiniger Kessel, ähnlich einer dǐng (鼎), die Beine verschmelzen mit dem Corpus oder haben an der Spitze große Ausbuchtungen.                                       |
|      | 卮 / 巵, Zhī, auch: 梔             | Gefäß und Hohlmaß für Wein, kürzer und breiter als eine píng (瓶) |
|      | 鍾, Zhōng                          | Weingefäß ohne Griffe, auch Hohlmaß. |

#### Gefäße für Lebensmittel
| Bild | Bezeichnung | Beschreibung                                                     |
| ---- | ----------- | ---------------------------------------------------------------- |
|      | 敦, Duì     | Runde Deckelschale                                               |
|      | 盤, Pán     | Runde geschwungene Schüssel, mit 3 bis 4 Beinen oder ohne Beine. |
|      | 卣, Yǒu     | Deckeltopf mit einem bogenförmigen Griff                         |

#### Wasserbehälter
| Bild | Bezeichnung   | Beschreibung                                                                                              |
| ---- | ------------- | --- |
|      | 瓿, Pǒu       | Kleiner bronzener wèng (甕).                                                                              |
|      | 斗, Dǒu       | Schöpfkelle.                                                                                              |
|      | 鍪, Móu       | Vasenartiges Gefäß mit zwei Griffen. Das Xiqing Gujian verzeichnet diese Gefäße in der Kategorie Hú (壺). |
|      | 瓶, Píng      | Großes vasenförmiges Gefäß mit langem schmalem Hals und enger Mundöffnung.                                |
|      | 瓮 / 甕, Wèng | Wasser- oder Weingefäß mit runder Mundöffnung und bauchigem Körper, auch als Aschenurne verwendet.        |
|      | 硯滴, Yàndī   | Wasserbehälter, oft in Tierform mit langer dünner Tülle zum Befeuchten eines Tintensteins.                |
|      | 匜, Yí        | Schale oder Kelle mit Tülle, manchmal in Tierform.                                                        |
|      | 盂, Yú        | Wasserbecken mit bis zu vier reich verzierten Griffen an den Ecken.                                       |
|      | 觶, Zhì       | Vase mit breiter Mundöffnung, in der Form einer Hú (壺) ähnlich, aber ohne Griffe.                        |
|      | 盅, Zhōng     | Kleine Tasse ohne Griffe, im Xiqing Gujian nicht verzeichnet.                                             |

#### Musikinstrumente
| Bild | Bezeichnung | Beschreibung                                       |
| ---- | ----------- | -------------------------------------------------- |
|      | 鈸, Bó      | Große Glocke; im Xiqing Gujian nicht verzeichnet.  |
|      | 觚, Gǔ      | Bronzetrommel                                      |
|      | 鈴, Líng    | Kleine Glocke, im Xiqing Gujian nicht verzeichnet. |
|      | 盉, Náo     | Zimbel                                             |
|      | 斝, Zhōng   | Glocke, häufig Teil eines Glockenspiels.           |

#### Waffen
| Bild | Bezeichnung | Beschreibung                                                                         |
| ---- | ----------- | ------------------------------------------------------------------------------------ |
|      | 鐓, Duì     | Dekoration für das untere Ende eines Speers oder einer Hellebarde, oft mit Tiermotiv |
|      | 劍, Jiàn    | Schwert                                                                              |
|      | 弩機, Nǔjī  | Mechanismus einer Armbrust                                                           |
|      | 鈹, Pī      | Schwert                                                                              |
|      | 鏃, Zú      | Pfeilspitze                                                                          |

#### Hohlmaße
- Zhī (卮 oder 巵 oder 梔): Weingefäß und Hohlmaß. Kürzer und breiter als eine píng (瓶).

#### Münzen
Bronzemünzen aus der kaiserlichen Sammlung wurden in einem Anhang zum Xiqing Gujian katalogisiert, dem Qián lù (錢錄), der 567 Bronzemünzen enthält. Die Arbeiten an beiden Katalogen waren im Sommer 1751 abgeschlossen. Münzen stellen im eigentlichen Sinn keine Ritualobjekte dar. Der Katalog verzeichnet Münzen, welche – teils willkürlich zugeordnet – die gesamte Zeitspanne der chinesischen Geschichte vom mythischen Urkaiser Shennong bis in Qianlongs eigene Zeit umfassen. Mit Hilfe dieser Darstellung bekräftigte der regierende Kaiser seinen Herrschaftsanspruch über die Zeit.
- Bù (布) oder bùwén (布文): Rechteckig mit „Kopf“ und zwei „Beinen“.
- Fúyìnqián (符印錢): Amulettmünze in Form eines yuán (圓), meist mit einem Spruch auf der einen und einem Bild auf der anderen Seite.
- Qián (錢): Geld (錢幣).
- Yuán (圓), auch yuánbì (圓幣), yuánbǎo (元寶), oder yuánqián (元錢) genannt. Runde Münze mit einem Loch im Zentrum.

#### Andere Gegenstände
- Biǎozuò (表座) Zylindrischer Behälter mit Tiermotiv.
- Jiàn (鑑 oder 鑒): Entweder ein hohes, breites Wasserbecken oder ein runder Spiegel, häufig auf der Rückseite reich verziert.
- Jué (钁): Spitzhacke.
- Lú (鑪): Kohlenbecken in unterschiedlicher Gestaltung: Ähnlich einem dǐng (鼎) mit sehr kurzen Beinen auf einem pán (盤); oder wie ein duì (敦) auf einem pán (盤); oder wie ein dòu (豆) auf einem pán (盤).
- Shūzhèn (書鎮): Papierbeschwerer aus massiver Bronze in Gestalt eines liegenden oder hockenden Tiers.
- Xǔ (盨): Speisebehälter mit zwei Ohren und einem Deckel.

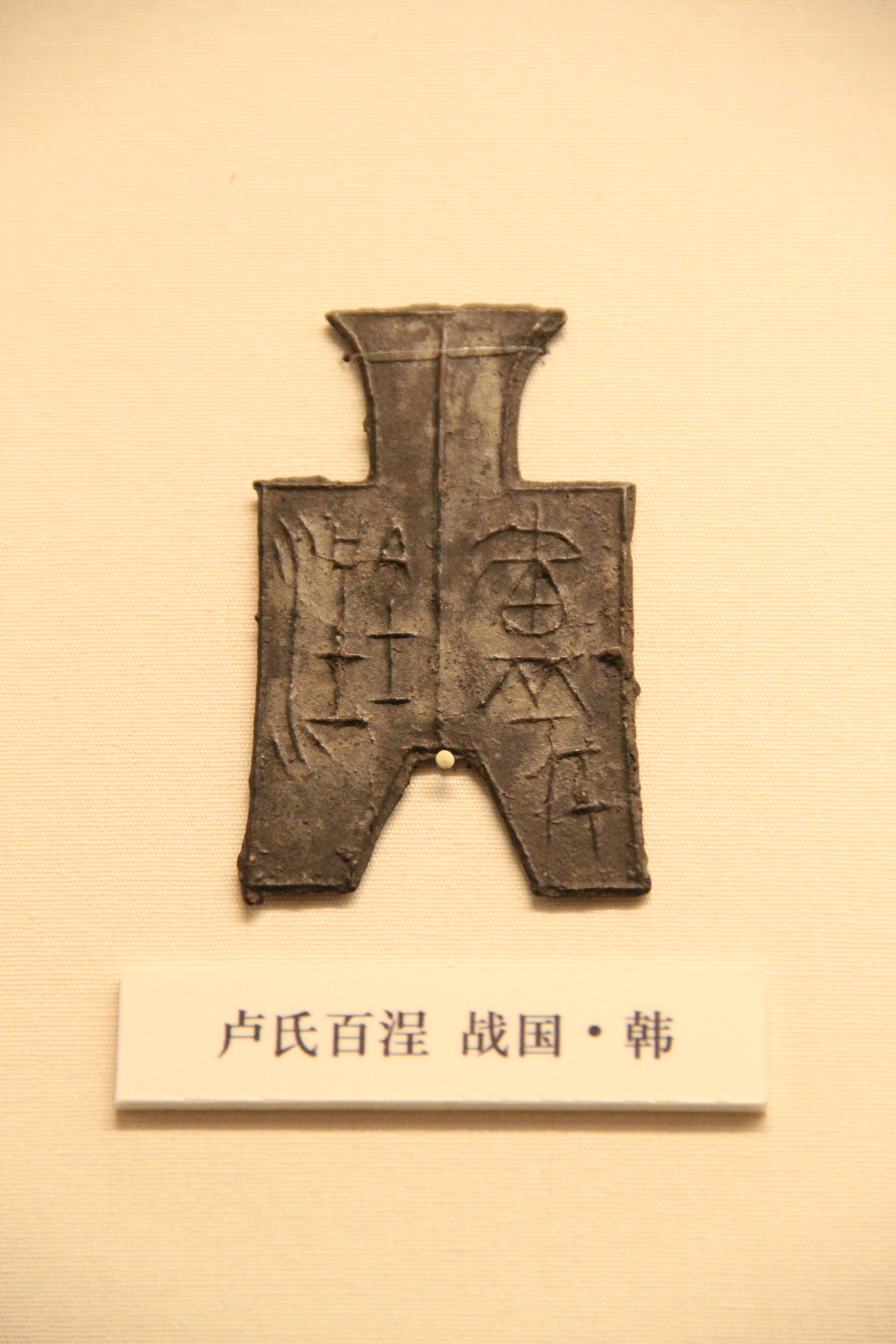
Bronzemünze, Zeit der Streitenden Reiche
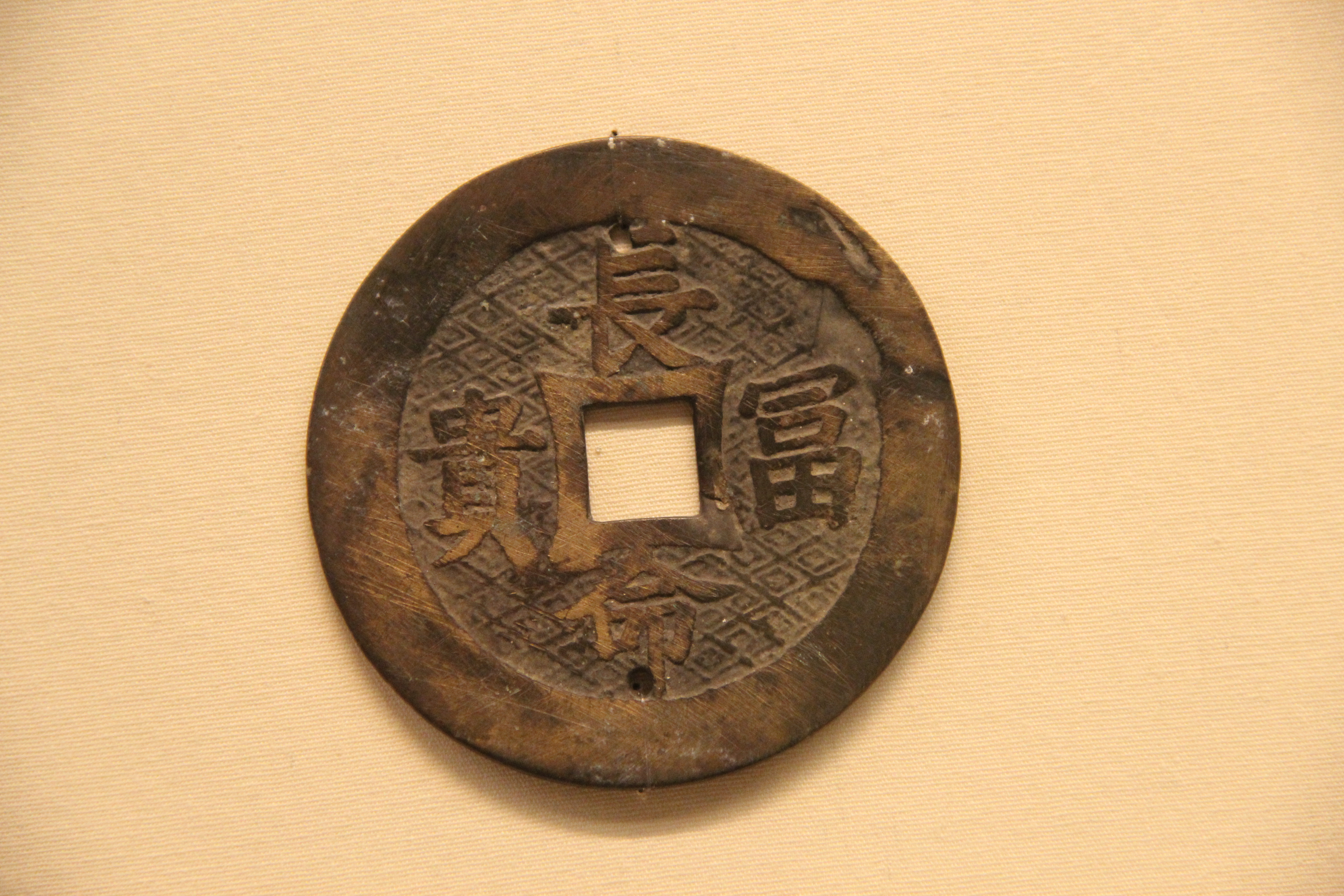
Amulettmünze
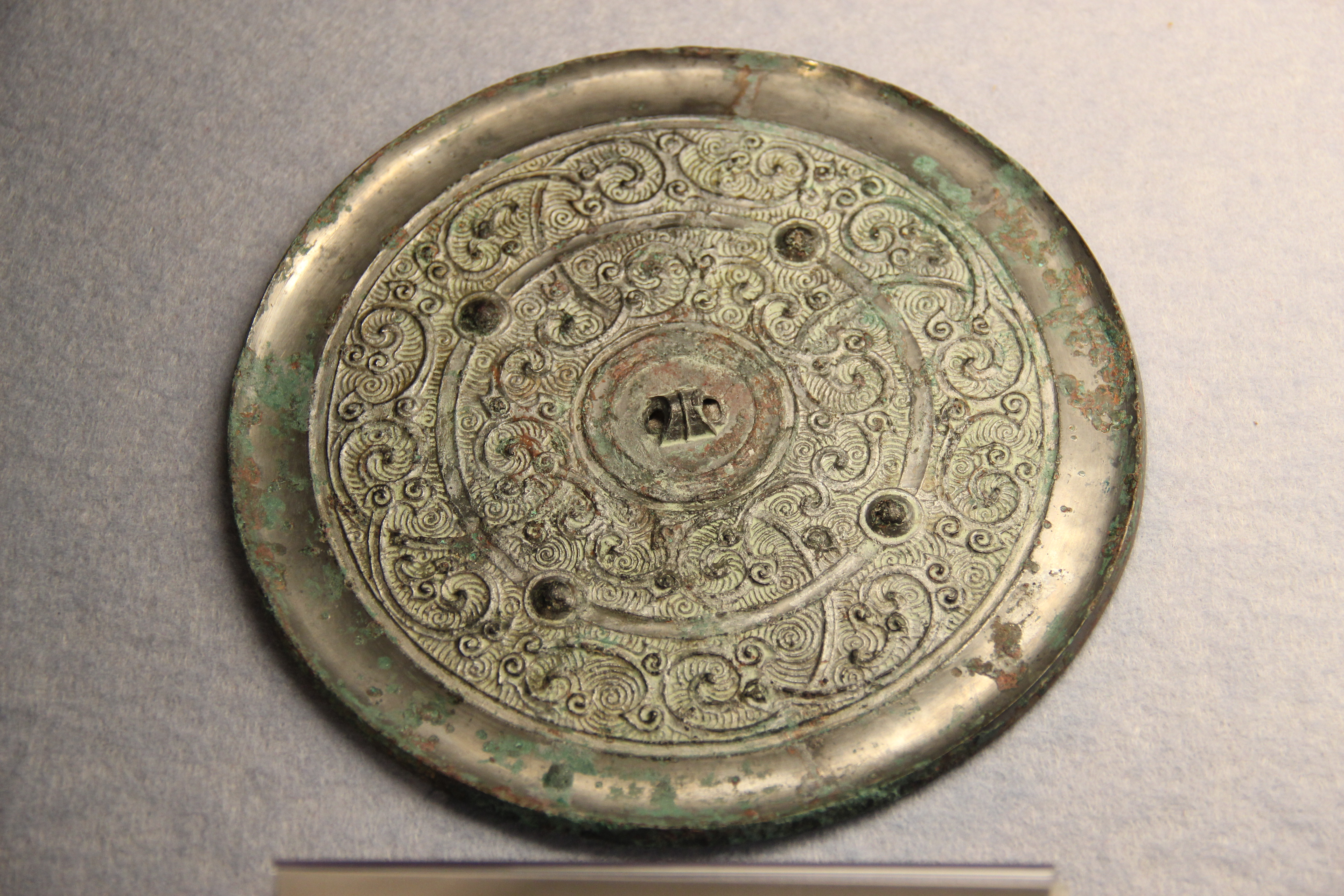
Spiegel, Zeit der Streitenden Reiche oder Han
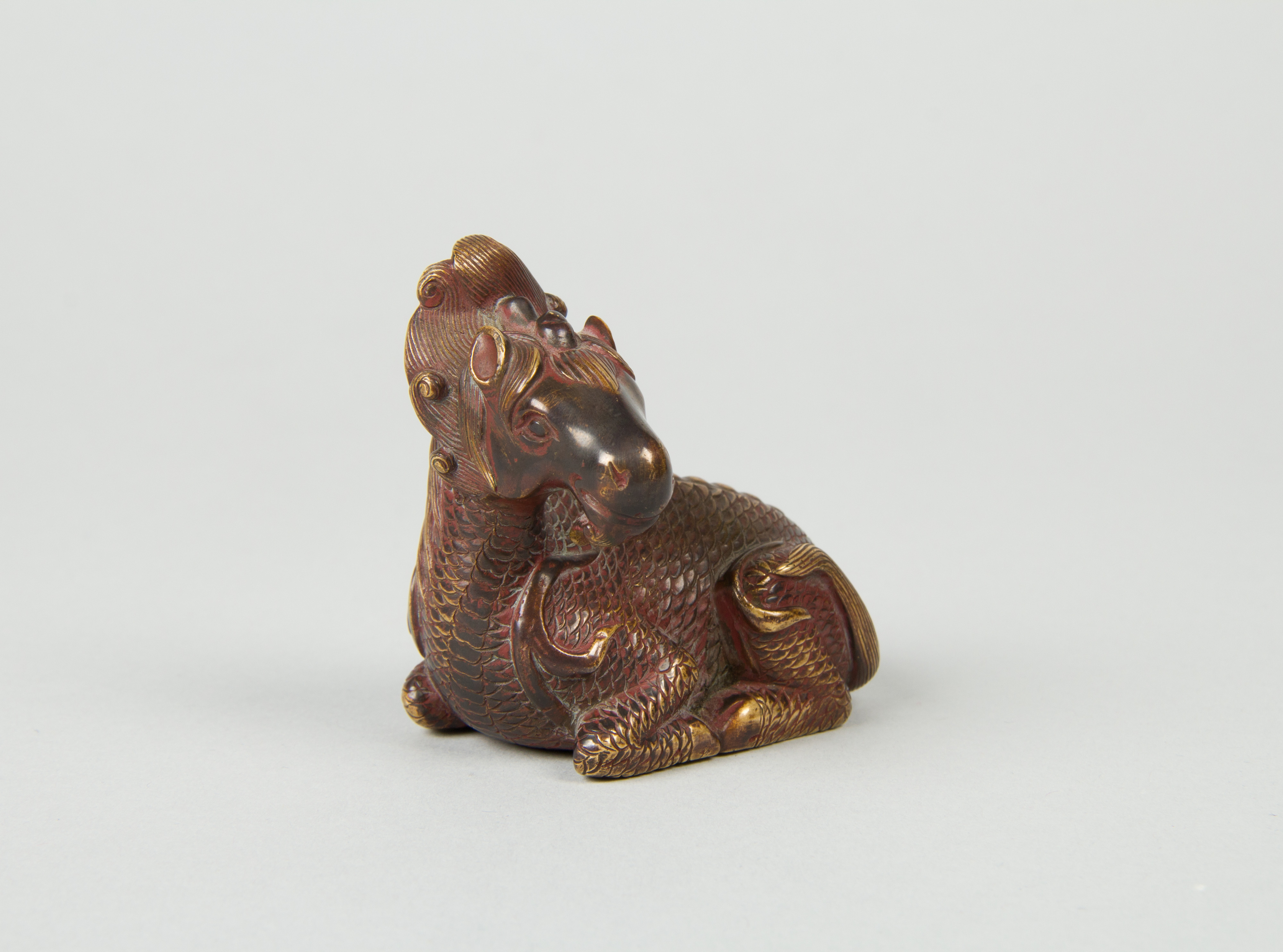
Papierbeschwerer in Form eines liegenden Kamels, Ming